# Boom! (Haddon)
Boom! Ovvero: la strana avventura sul pianeta Plonk è un romanzo di Mark Haddon. Originalmente pubblicato nel 1992 come Gridzbi Spudvetch!, il libro è stato aggiornato nel 2007 (rimuovendo i riferimenti a dischetti, walkman e audiocassette) e distribuito con un nuovo titolo.